# Éditions Textuel
Éditions Textuel est une maison d'édition française fondée en 1995 à Paris et située au no 13, quai de Conti / no 4, impasse de Conti. Pluridisciplinaire, cet éditeur explore des champs éditoriaux divers : sciences humaines, idées, arts contemporains, photographie, musique et livres d'entreprise. Elle fait partie du groupe Actes Sud.

## Historique

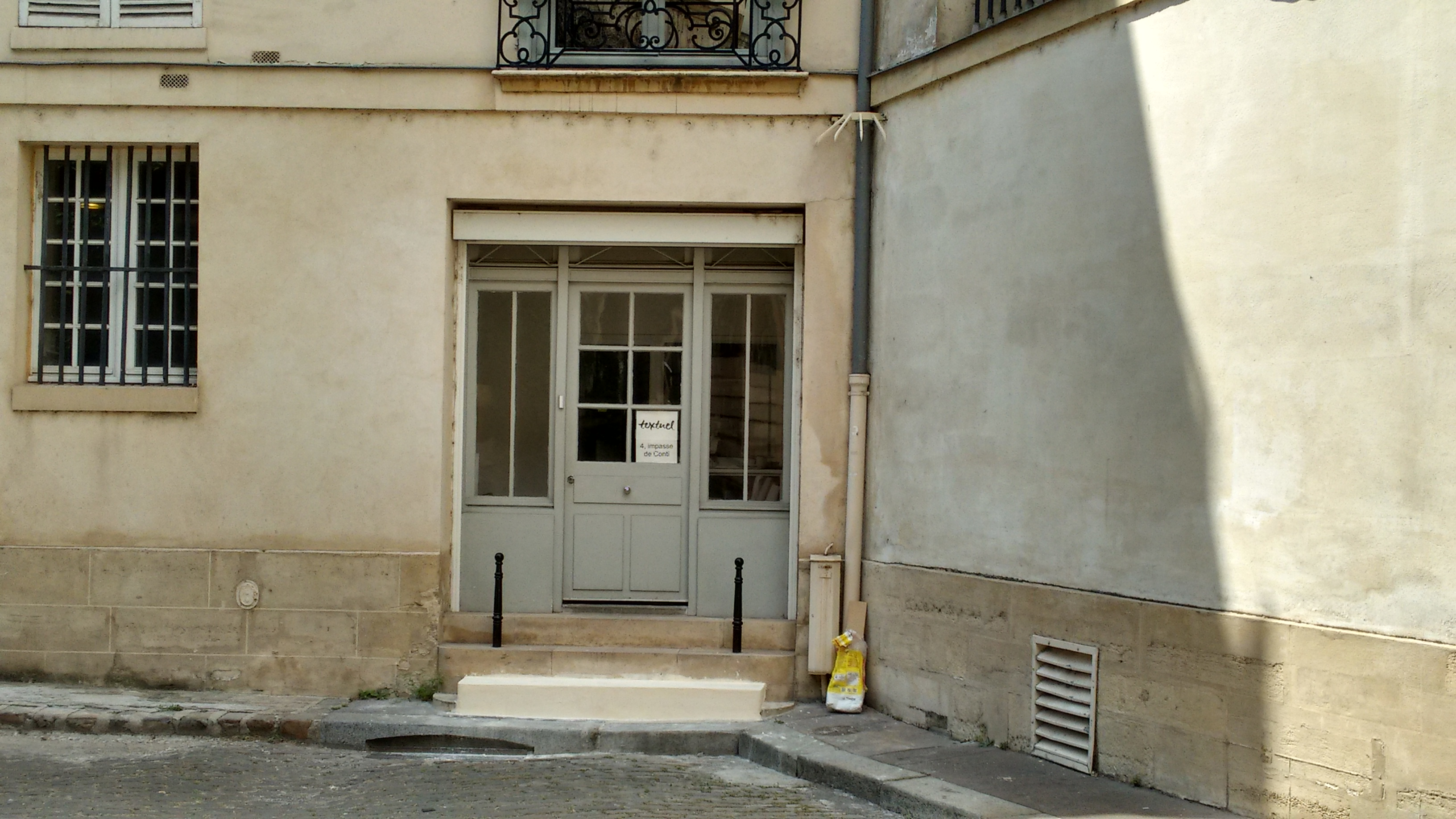
Siège des éditions Textuel, dans l'impasse de Conti.

Fondées en 1995 par Marianne Théry et Luce Pénot, les Éditions Textuel se spécialisent au départ dans la publication de beaux livres de photographies et d'histoire littéraire avant d'élargir leur champ aux spectacles vivants (particulièrement la danse et la musique).
À ses débuts, Textuel bénéficie du soutien des éditions du Seuil pour la distribution de ses livres ; et deux ans après sa création, propose cinq collections thématiques dont l'emblématique « Le Temps », réalisée avec la Réunion des musées nationaux, destinée à des œuvres ou de grands artistes qui rencontrent des succès de vente (notamment An 1000, An 2000 : Sur les traces de nos peurs de Georges Duby vendu à 12 000 exemplaires en France et à plus de 30 000 à l'étranger).
La maison d'édition publie en moyenne une quarantaine de livres par an.
En 2009, Actes Sud achète 65 % du capital de la société (les 35 % restants sont gardés par Marianne Théry), devient éditeur associé et distributeur des livres de Textuel, tout en laissant son autonomie et sa ligne éditoriale à l'équipe de Textuel.

## Collections
Les principales collections éditées par Textuel sont :
- « Passion », présentant des biographies[7].
- « L'Œil du poète », créée en 1996, et dédiée aux poètes français ou étrangers peu connus, initialement dirigée par Christophe Marchand-Kiss.
- « Musik », dédiée aux auteur-compositeur-interprètes.
- « Conversations pour demain », dédié aux essais[1].
- « La Discorde », consacrée aux essais critiques.
- « Contre Temps »
- « Le penser-vivre », dédiée à la sociologie.
- « Péchés capitaux », collection consacrée à la rencontre entre les arts sous l'angle des Sept péchés capitaux[1],[8].
- « Histoire », dédiée aux grandes périodes de l'histoire.
- « Le Temps », pour les essais historiques et artistiques – Collection historique de Textuel éditée en collaboration avec la Réunion des musées nationaux[1].
- « La voix au chapitre », donne à entendre une sélection de grands moments radiophoniques dédiés à des figures majeures des sciences humaines et sociales – Collection dirigée par Clémentine Deroudille.
- « Auteurs », présente des figures majeures de la pensée et des littératures françaises contemporaines (écrivains, penseurs, philosophes).
- « L’Écriture photographique », propose une pensée sur la photographie – Collection dirigée par Clément Chéroux.
- « En quête d’archives », a pour visée de montrer, à partir de la reproduction en fac-similé d’un choix de documents, l’apport que constitue le travail sur les archives à la connaissance de notre passé qu’il soit social, politique, ou culturel – Collection dirigée par Philippe Arthière, Isabelle Backouche, Vincent Lemire, Yann Potin.
- « L'or du temps », nouvelle collection de fac-similés littéraires ou artistiques qui révèle des textes souvent méconnus, et rares[9] – Collection dirigée par Pierre-Marc de Biasi.
- « Hors collection ».

## Auteurs publiés
- Voir la catégorie Auteur publié par les éditions Textuel